# Pterolophia schultzeana
Pterolophia schultzeana är en skalbaggsart som beskrevs av Stefan von Breuning 1962. Pterolophia schultzeana ingår i släktet Pterolophia och familjen långhorningar.
Artens utbredningsområde är Filippinerna. Inga underarter finns listade i Catalogue of Life.